# Finał Grand Prix IAAF 1998
14. Finał Grand Prix IAAF – zawody lekkoatletyczne, które odbyły się 5 września 1998 roku w Moskwie. Areną zmagań sportowców był stadion na Łużnikach.

## Rezultaty

### Mężczyźni
| Konkurencja:       | Złoto:                            | Złoto:  | Srebro:                          | Srebro: | Brąz:                              | Brąz:   |
| ------------------ | --------------------------------- | ------- | -------------------------------- | ------- | ---------------------------------- | ------- |
| 100 m              | Frankie Fredericks · Namibia      | 10,11   | Obadele Thompson · Barbados      | 10,11   | Tim Harden · Stany Zjednoczone     | 10,12   |
| 400 m              | Mark Richardson · Wielka Brytania | 44,88   | Jerome Young · Stany Zjednoczone | 44,96   | Iwan Thomas · Wielka Brytania      | 44,96   |
| 1500 m             | Hicham El Guerrouj · Maroko       | 3:32,03 | Laban Rotich · Kenia             | 3:33,04 | William Tanui · Kenia              | 3:33,30 |
| 3000 m             | Haile Gebrselassie · Etiopia      | 7:50,00 | Luke Kipkosgei · Kenia           | 7:50,87 | Julius Gitahi · Kenia              | 7:51,49 |
| 400 m przez płotki | Stéphane Diagana · Francja        | 48,30   | Dinsdale Morgan · Jamajka        | 48,60   | Samuel Matete · Zambia             | 48,73   |
| Trójskok           | Charles Friedek · Niemcy          | 17,33   | Denis Kapustin · Rosja           | 17,01   | Aleksandr Glawatskij · Białoruś    | 16,98   |
| Skok wzwyż         | Javier Sotomayor · Kuba           | 2,31    | Staffan Strand · Szwecja         | 2,28    | Charles Austin · Stany Zjednoczone | 2,28    |
| Skok o tyczce      | Maksim Tarasow · Rosja            | 5,95    | Jean Galfione · Francja          | 5,90    | Danny Ecker · Niemcy               | 5,80    |
| Rzut młotem        | Tibor Gécsek · Węgry              | 81,21   | Balázs Kiss · Węgry              | 79,71   | Andriej Abduwalijew · Uzbekistan   | 78,30   |
| Pchnięcie kulą     | John Godina · Stany Zjednoczone   | 21,21   | Jurij Biłonoh · Ukraina          | 20,62   | Oliver-Sven Buder · Niemcy         | 20,53   |

### Kobiety
| Konkurencja:       | Złoto:                           | Złoto:  | Srebro:                              | Srebro: | Brąz:                            | Brąz:   |
| ------------------ | -------------------------------- | ------- | ------------------------------------ | ------- | -------------------------------- | ------- |
| 100 m              | Marion Jones · Stany Zjednoczone | 10,83   | Savatheda Fynes · Bahamy             | 11,10   | Inger Miller · Stany Zjednoczone | 11,15   |
| 400 m              | Falilat Ogunkoya · Nigeria       | 49,73   | Charity Opara · Nigeria              | 50,09   | Sandie Richards · Jamajka        | 50,44   |
| 1500 m             | Swietłana Mastierkowa · Rosja    | 4:03,79 | Kutre Dulecha · Etiopia              | 4:04,72 | Carla Sacramento · Portugalia    | 4:05,82 |
| 3000 m             | Gete Wami · Etiopia              | 8:40,11 | Zahra Ouaziz · Maroko                | 8:40,45 | Marija Pantiuchowa · Rosja       | 8:47,77 |
| 100 m przez płotki | Michelle Freeman · Jamajka       | 12,56   | Melissa Morrison · Stany Zjednoczone | 12,65   | Glory Alozie · Nigeria           | 12,72   |
| Skok w dal         | Marion Jones · Stany Zjednoczone | 7,13    | Heike Drechsler · Niemcy             | 6,99    | Fiona May · Włochy               | 6,89    |
| Rzut dyskiem       | Natalia Sadowa · Rosja           | 68,50   | Franka Dietzsch · Niemcy             | 65,24   | Nicoleta Grasu · Rumunia         | 65,10   |
| Rzut oszczepem     | Tanja Damaske · Niemcy           | 68,40   | Tatiana Szykolenko · Rosja           | 67,84   | Trine Hattestad · Norwegia       | 67,26   |

## Klasyfikacja punktowa cyklu Grand Prix 1998

### Mężczyźni
| Pozycja | Zawodnik           | Punkty |
| ------- | ------------------ | ------ |
| 1.      | Hicham El Guerrouj | 136    |
| 2.      | Haile Gebrselassie | 114    |
| 3.      | Bryan Bronson      | 97     |

### Kobiety
| Pozycja | Zawodniczka           | Punkty |
| ------- | --------------------- | ------ |
| 1.      | Marion Jones          | 130    |
| 2.      | Swietłana Mastierkowa | 107    |
| 3.      | Falilat Ogunkoya      | 101    |